# Hydraena phallerata
Hydraena phallerata är en skalbaggsart som beskrevs av Armand D'Orchymont 1944. Hydraena phallerata ingår i släktet Hydraena och familjen vattenbrynsbaggar. Inga underarter finns listade i Catalogue of Life.